# Прейер, Иоанн-Вильгельм
Иоанн-Вильгельм (нем. Johann Wilhelm Preyer; 19 июля 1803, Мёнхенгладбах — 20 февраля 1889, Дюссельдорф) — немецкий художник. Мастер натюрморта.

## Биография
Родился в семье с давними художественными традициями. Дочь — Эмили Прейер, ученица Иоанна-Вильгельма стала художницей-натюрмористом. Родной брат и сестра Густав Прейер и Луиза Прейер также были живописцами.
В 1822—1837 годах обучался в Дюссельдорфской академии художеств. Совершил длинное путешествие по странам Европы: в 1835 году — в Нидерланды, в 1837 году — в Мюнхен, в 1840 году — в Венецию, Милан, в 1843 — в Швейцарию и Тироль.

## Творчество
Основой большого успеха картин Иоганна-Вильгельма Прейера стали специальные навыки в технике живописи, при которой его полотна приближены к натурализму. На выставке в Дюссельдорфе специалисты заявляли: «На постоянной экспозиции … настолько красивые картины Прейера…, изображающие роскошные тропические фрукты, которые выглядят настолько сочно, что зритель, с устами полными от слюнок, ощущает сильное искушение, чтобы не надкусить их…»
Оценивая творчество мастера, ЭСБЕ пишет: 

Картины Иоганна-Вильгельма Прейера, изображающие цветы и плоды среди разной домашней утвари, отличаются вкусом композиции, большой силой и свежестью красок и такой тщательностью исполнения, до какой едва ли достигал кто-либо из новейших живописцев одной специальности с этим художником. Многие из его произведений, пользующихся доныне почетом, ушли в Северную Америку и Англию. В Берлинской национальной галерее имеется шесть картин Прейера, относящихся, впрочем, к первой поре его деятельности.
|                                    |  |  |  |
| Картины Иоганна-Вильгельма Прейера |  |  |  |